# Cubocephalus minutor
Cubocephalus minutor là một loài tò vò trong họ Ichneumonidae.